# Leiobunum japanense
Leiobunum japanense is een hooiwagen uit de familie Sclerosomatidae.